# Laphria nigrohirsuta
Laphria nigrohirsuta är en tvåvingeart som beskrevs av Robert W. Lichtwardt 1809. Laphria nigrohirsuta ingår i släktet Laphria och familjen rovflugor. Inga underarter finns listade i Catalogue of Life.